# 秋本祐作
秋本祐作（1935年6月30日—），日本棒球選手，出生於神奈川県中郡大磯町，曾經效力於日本職棒讀賣巨人等隊伍，於1973年退休，生涯通算51次勝投。